# Diócesis de Birmingham
La diócesis de Birmingham (en latín: Dioecesis Birminghamiensis y en inglés: Roman Catholic Diocese of Birmingham) es una circunscripción eclesiástica de la Iglesia católica en Estados Unidos. Se trata de una diócesis latina, sufragánea de la arquidiócesis de Mobile. Desde el 25 de marzo de 2020 su obispo es Steven John Raica.

## Territorio y organización

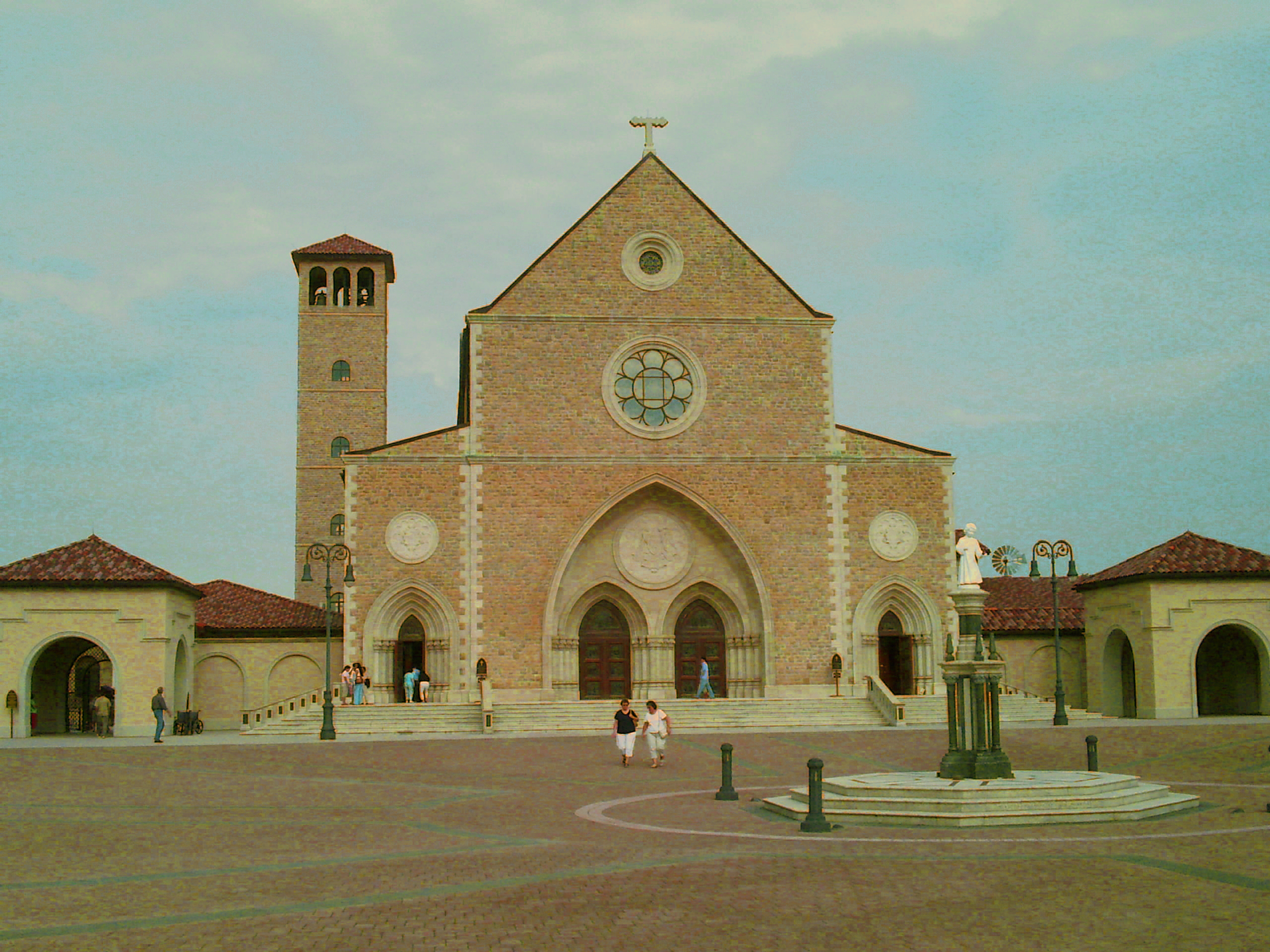
Santuario del Santísimo Sacramento, en Hanceville

La diócesis tiene 72 728 km² y extiende su jurisdicción sobre los fieles católicos de rito latino residentes en 39 condados del estado de Alabama: Bibb, Blount, Calhoun, Chambers, Cherokee, Chilton, Clay, Cleburne, Colbert, Coosa, Cullman, DeKalb, Etowah, Fayette, Franklin, Greene, Hale, Jackson, Jefferson, Lamar, Lauderdale, Lawrence, Limestone, Madison, Marengo, Marion, Marshall, Morgan, Perry, Pickens, Randolph, St. Clair, Shelby, Sumter, Talladega, Tallapoosa, Tuscaloosa, Walker y Winston.
La sede de la diócesis se encuentra en la ciudad de Birmingham, en donde se halla la Catedral de San Pablo. En el territorio diocesano se encuentra también el santuario del Santísimo Sacramento, en Hanceville.
En 2020 en la diócesis existían 78 parroquias.

## Historia
La diócesis fue erigida el 28 de junio de 1969, luego de la división de la diócesis de Mobile-Birmingham, que también dio lugar a la diócesis de Mobile (hoy arquidiócesis).
Originalmente sufragánea de la arquidiócesis de Nueva Orleans, pasó a formar parte de la provincia eclesiástica de la arquidiócesis de Mobile el 29 de julio de 1980.

## Estadísticas
Según el Anuario Pontificio 2021, la diócesis tenía a fines de 2020 un total de 105 150 fieles bautizados.
| Año                                                                             | Población            | Población | Población      | Sacerdotes | Sacerdotes    | Sacerdotes    | Bautizados por sacerdote | Diáconos permanentes | Religiosos | Religiosos | Parroquias |
| Año                                                                             | Bautizados católicos | Total     | % de católicos | Total      | Clero secular | Clero regular | Bautizados por sacerdote | Diáconos permanentes | Varones    | Mujeres    | Parroquias |
| ------------------------------------------------------------------------------- | -------------------- | --------- | -------------- | ---------- | ------------- | ------------- | ------------------------ | -------------------- | ---------- | ---------- | ---------- |
| 1970                                                                            | 39 828               | 2 134 396 | 1.9            | 163        | 68            | 95            | 244                      |                      | 107        | 258        | 54         |
| 1976                                                                            | 47 545               | 2 143 875 | 2.2            | 135        | 61            | 74            | 352                      | 12                   | 97         | 207        | 59         |
| 1980                                                                            | 53 403               | 2 230 000 | 2.4            | 122        | 57            | 65            | 437                      | 17                   | 79         | 191        | 55         |
| 1990                                                                            | 62 387               | 2 470 800 | 2.5            | 83         | 54            | 29            | 751                      | 21                   | 42         | 220        | 75         |
| 1999                                                                            | 71 958               | 2 644     | 2.7            | 114        | 69            | 45            | 631                      | 28                   | 34         | 170        | 54         |
| 2000                                                                            | 76 941               | 2 735 546 | 2.8            | 93         | 49            | 44            | 827                      | 28                   | 73         | 163        | 56         |
| 2001                                                                            | 90 590               | 2 769 842 | 3.3            | 100        | 59            | 41            | 905                      | 48                   | 79         | 143        | 57         |
| 2002                                                                            | 91 922               | 2 806 397 | 3.3            | 69         | 57            | 12            | 1332                     | 44                   | 44         | 121        | 57         |
| 2003                                                                            | 88 515               | 2 819 062 | 3.1            | 107        | 74            | 33            | 827                      | 45                   | 59         | 124        | 57         |
| 2004                                                                            | 74 777               | 2 735 546 | 2.7            | 80         | 68            | 12            | 934                      | 41                   | 34         | 129        | 59         |
| 2006                                                                            | 98 600               | 2 845 000 | 3.5            | 96         | 84            | 12            | 1027                     | 56                   | 28         | 154        | 55         |
| 2012                                                                            | 103 900              | 2 995 000 | 3.5            | 102        | 79            | 23            | 1018                     | 51                   | 46         | 125        | 54         |
| 2015                                                                            | 94 673               | 3 046 764 | 3.1            | 90         | 69            | 21            | 1051                     | 69                   | 42         | 83         | 77         |
| 2018                                                                            | 104 125              | 3 072 933 | 3.4            | 99         | 74            | 25            | 1051                     | 64                   | 64         | 117        | 78         |
| 2020                                                                            | 105 150              | 3 082 581 | 3.4            | 103        | 82            | 21            | 1020                     | 87                   | 49         | 98         | 78         |
| Fuente: Catholic-Hierarchy, que a su vez toma los datos del Anuario Pontificio. |                      |           |                |            |               |               |                          |                      |            |            |            |

## Episcopologio
- Joseph Gregory Vath † (29 de septiembre de 1969-14 de julio de 1987 falleció)
- Raymond James Boland † (2 de febrero de 1988-22 de junio de 1993 nombrado obispo de Kansas City-Saint Joseph)
- David Edward Foley † (22 de marzo de 1994-10 de mayo de 2005 retirado)
  - Sede vacante (2005-2007)
- Robert Joseph Baker (14 de agosto de 2007-25 de marzo de 2020 retirado)
- Steven John Raica, desde el 25 de marzo de 2020